# Sergei Jurjewitsch Slobin

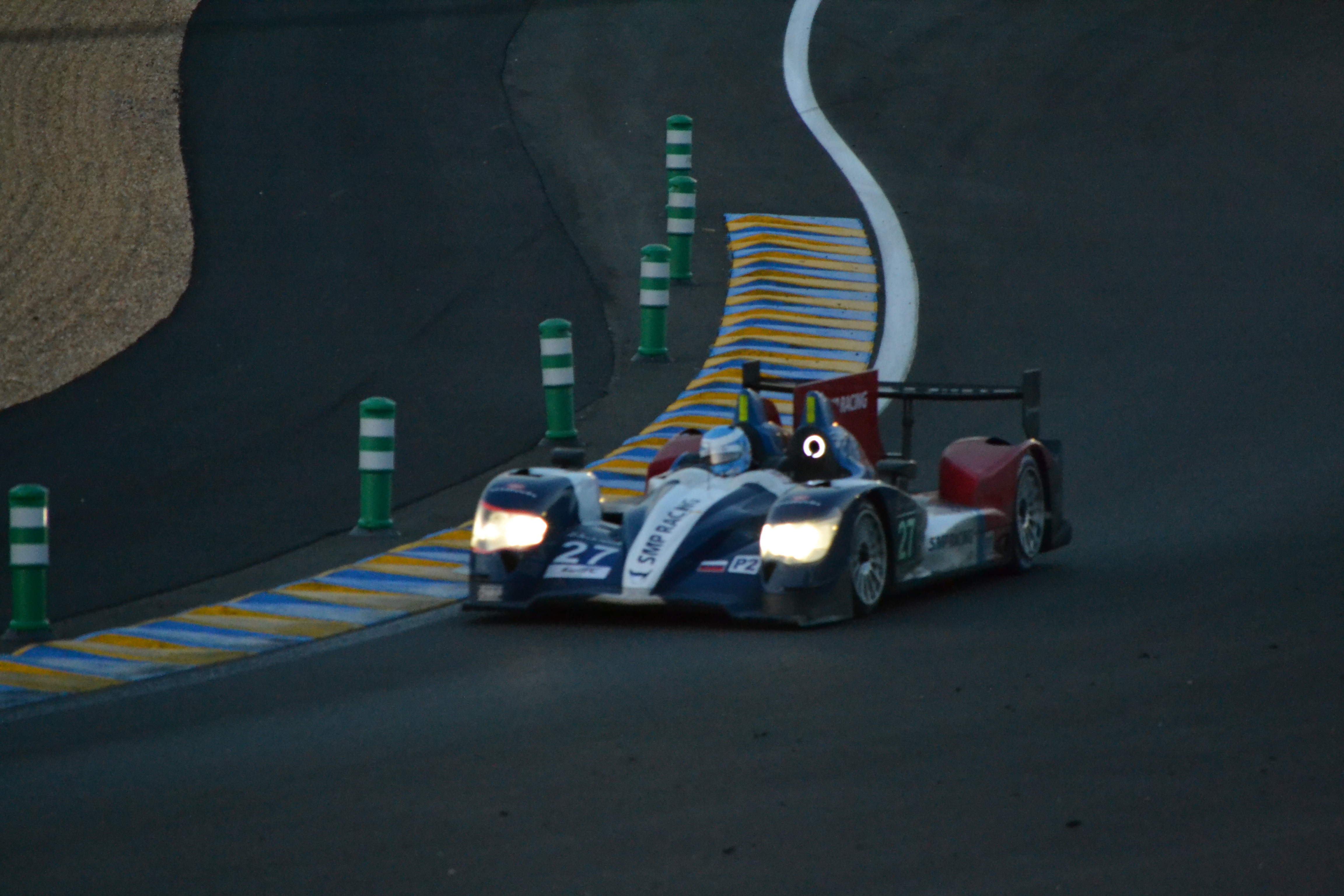
Der Oreca 03 von Mika Salo, Anton Ladygin und Sergei Jurjewitsch Slobin in den Abendstunde des 24-Stunden-Rennens von Le Mans 2014

Sergei Jurjewitsch Slobin, auch Sergei Zlobin (russisch Серге́й Ю́рьевич Зло́бин; * 29. Mai 1970 in Moskau) ist ein ehemaliger russischer Automobilrennfahrer. Er ist der Vater des Automobilrennfahrers Nikita Slobin.

## Karriere
Slobin wechselte 1998 aus dem Rallyesport in den Formelsport und trat zunächst in russischen Rennserien an. Er wurde 1998 Meister der russischen F1600. Von 1999 bis 2002 war er in der russischen Formel-3-Meisterschaft aktiv. Nachdem er dort 2000 den achten Platz belegt hatte, wurde er sowohl 2001, als auch 2002 Fünfter in der Meisterschaft. 2000 bestritt Slobin zudem ein Rennen in der italienischen Formel Renault und 2001 ein Rennen in der Euro Formel 3000.
2002 war Slobin ein Testfahrer des Formel-1-Teams Minardi. Er wurde damit zum ersten Russen, der ein Formel-1-Auto fuhr. Außerdem startete er in dieser Saison zu sechs von neun Rennen der Euro Formel 3000. Er blieb in dieser Rennserie allerdings ohne Punkte.
Nach einer einjährigen Pause kehrte Slobin 2004 in den Motorsport zurück. Er startete zu sieben Rennen der FIA-GT-Meisterschaft und wurde 69. in der Gesamtwertung. Außerdem nahm er an einem Rennen der Superfund Euro Formel 3000 teil und absolvierte Formel-1-Testfahrten für Minardi. 2005 trat Zlobin zum 24-Stunden-Rennen von Le Mans sowie zu einem Lauf der italienischen Formel 3000, der ehemaligen Euro Formel 3000, an. 2006 startete Slobin noch mal in der FIA-GT-Meisterschaft.
Seit 2007 hat Slobin an keiner internationalen Rennserie mehr teilgenommen.

## Sonstiges
Im September 2007 überlebte Slobin einen Autobombenanschlag. In seiner Mercedes-Benz G-Klasse war eine Bombe platziert, die während der Fahrt explodierte. Slobin wurde bei dem Anschlag leicht verletzt.

## Statistik

### Karrierestationen
| - 1998: Russische F1600 (Meister) - 1999: Russische Formel 3 - 2000: Russische Formel 3 (Platz 8) - 2000: Italienische Formel Renault - 2001: Russische Formel 3 (Platz 5) | - 2001: Euro Formel 3000 - 2002: Russisch Formel 3 (Platz 5) - 2002: Euro Formel 3000 - 2002: Formel 1 (Testfahrer) - 2004: FIA-GT-Meisterschaft (Platz 69) | - 2004: Superfund Euro Formel 3000 - 2005: Italienische Formel 3000 (Platz 22) - 2006: FIA-GT-Meisterschaft |

### Le-Mans-Ergebnisse
| Jahr | Team              | Fahrzeug    | Teamkollege | Teamkollege    | Platzierung | Ausfallgrund |
| ---- | ----------------- | ----------- | ----------- | -------------- | ----------- | ------------ |
| 2005 | Intersport Racing | Courage C65 | Juan Barazi | Bastien Brière | Ausfall     | Aufhängung   |
| 2014 | SMP Racing        | Oreca 03    | Mika Salo   | Anton Ladygin  | Rang 37     |              |

### Einzelergebnisse in der FIA-Langstrecken-Weltmeisterschaft
| Saison | Team       | Rennwagen | 1   | 2   | 3   | 4   | 5   | 6   | 7   | 8   |
| ------ | ---------- | --------- | --- | --- | --- | --- | --- | --- | --- | --- |
| 2014   | SMP Racing | Oreca 03  | SIL | SPA | LEM | AUS | FUJ | SHA | BAH | SAO |
| 2014   | SMP Racing | Oreca 03  | 13  | 12  | 37  | 9   | 10  | 11  | DNF | 20  |